# ジョヴァンニ・バッティスタ・カルローネ
ジョヴァンニ・バッティスタ・カルローネ（Giovanni Battista Carlone、1603年2月16日が洗礼日、1676年以降に没） は、イタリアの画家である。イタリアのジェノヴァやその近くで働いた。

## 参考文献

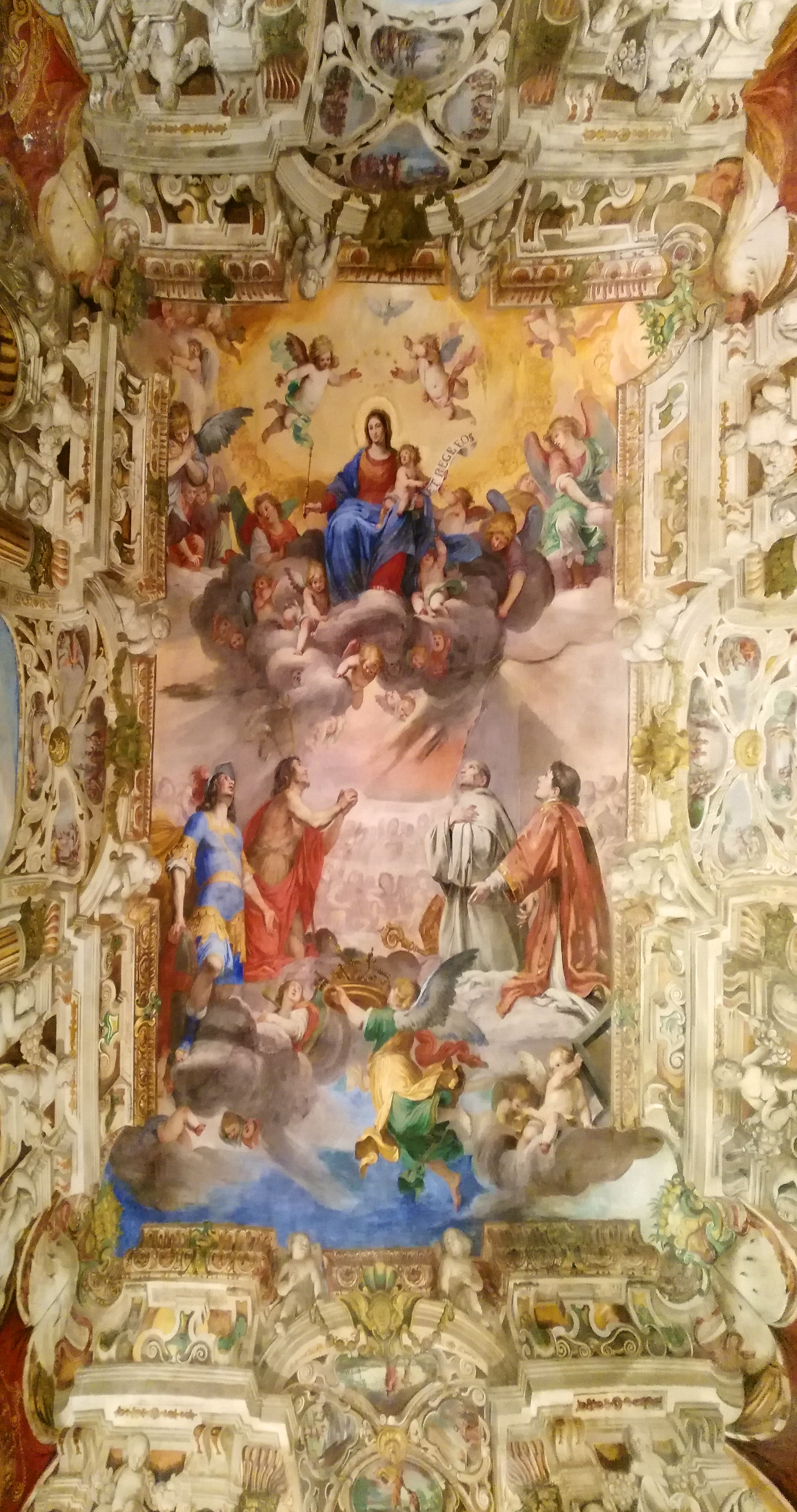
" Maria regina di Genova"、ジェノヴァのPalazzo Ducaleのla Cappella del Dogeの天井画 (1655)

## 略歴
ジェノヴァで洗礼を受けた。父親のタッデオ・カルローネ(Taddeo Carlone: 1543–1613)はスイスの現在のティチーノ州のロヴィオ(Rovio)出身の彫刻家で、16世紀半ばにジェノヴァに移ってきた芸術家一族の一人で、叔父のジュゼッペ・カルローネ(Giuseppe Carlone:  1543–1622) も彫刻家であった。兄のジョヴァンニ・アンドレア・カルローネ（Giovanni Andrea Carlone、別名: il Genovese: 1584-1631) も画家であった。
父親から美術を学んだ後、ローマやフィレンツェでパシニャーノ(Domenico Passignano: 1559-1638)という画家のもとで修行した。修行を終えた後、主にジェノヴァやその周辺で働いたが、1631年から1632年の間は兄のジョヴァンニ・アンドレア・カルローネが亡くなったため未完となっていたミラノの教会(Chiesa di Sant’Antonio Abate)の装飾画を完成させた。またパヴィア修道院Certosa di Pavia1やニースでも働き、1643年にはローマでピエトロ・ダ・コルトーナ(1596-1669)らとヴァスセロ邸(Villa del Vascello)の仕事をした。
1630年に結婚し、24人の子供が生まれその中には画家になった兄と同名のジョヴァンニ・アンドレア・カルローネ(Giovanni Andrea Carlone: 1639-1697)やニッコロ・カルローネ(Niccolò Carlone: 1644-1714)らがいる。